# Arthrobotrys scaphoides
Arthrobotrys scaphoides är en svampart som först beskrevs av Peach, och fick sitt nu gällande namn av S. Schenck, W.B. Kendr. & Pramer 1977. Arthrobotrys scaphoides ingår i släktet Arthrobotrys och familjen vaxskålar.   Inga underarter finns listade i Catalogue of Life.